# Leptotyphlopidae
Famille
Synonymes
- Glauconiidae Boulenger, 1890

Les Leptotyphlopidae sont une famille de serpents. Elle a été créée par Leonhard Hess Stejneger en 1892.

## Répartition
Les espèces de cette famille se rencontrent en Amérique, en Afrique et en Asie.

## Liste des sous-familles et genres
Selon The Reptile Database (3 septembre 2014) :
- sous-famille des Epictinae Hedges, Adalsteinsson & Branch, 2009
  - genre Epictia Gray, 1845
  - genre Mitophis Hedges, Adalsteinsson & Branch, 2009
  - genre Rena Baird & Girard, 1853
  - genre Rhinoleptus Orejas-Miranda, Roux-Estève & Guibé, 1970
  - genre Siagonodon Peters, 1881
  - genre Tetracheilostoma Jan, 1861
  - genre Tricheilostoma Jan, 1860
  - genre Trilepida Hedges, 2011
- sous-famille des Leptotyphlopinae Stejneger, 1892
  - genre Epacrophis Hedges, Adalsteinsson & Branch, 2009
  - genre Leptotyphlops Fitzinger, 1843
  - genre Myriopholis Hedges, Adalsteinsson & Branch, 2009
  - genre Namibiana Hedges, Adalsteinsson & Branch, 2009

## Description

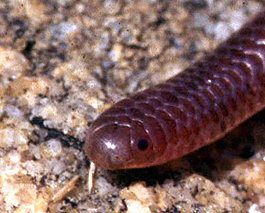
Tête de Rena humilis. Ses yeux minuscules de couleur noire, de chaque côté de la tête, lui donnent une vision très mauvaise

Ce sont des serpents fouisseurs, dont la plupart des espèces ne dépasse pas les 30 centimètres. Ils sont tous ovipares et insectivores. Ils sont assez fins, généralement de couleur brune à marron. Ils ont une vue extrêmement médiocre, car leurs yeux sont tout noirs et trop petits.

## Publication originale
- Stejneger, 1892 : Notes on some North American snakes. Proceedings of the United States National Museum, vol. 14, p. 501–505 (texte intégral).